# Atzerath
Atzerath ist ein Dorf in der Deutschsprachigen Gemeinschaft in Belgien und Ortsteil der Stadtgemeinde Sankt Vith. Der Ort zählt 115 Einwohner (Angabe Stand 31. Dezember 2023).
Atzerath liegt rund sieben Kilometer östlich der Kernstadt Sankt Vith in der Talsenke Ourgrund, durch den im Süden des Dorfes die Our fließt. Von Norden kommend mündet bei Atzerath der Treisbach in die Our. Knapp drei Kilometer weiter östlich liegt Schönberg.
Zusammen mit den anderen fünf Dörfern des Ourgrundes gehört das Dorf zur Pfarre Mackenbach. Die um 1500 errichtete Pfarrkirche St. Laurentius, mit ihren von André Blank gestalteten Fenstern, liegt im Weiler Mackenbach am östlichen Ortsrand von Atzerath. Zusammen mit der Friedhofsmauer ist die Kirche ein geschütztes Kulturdenkmal.

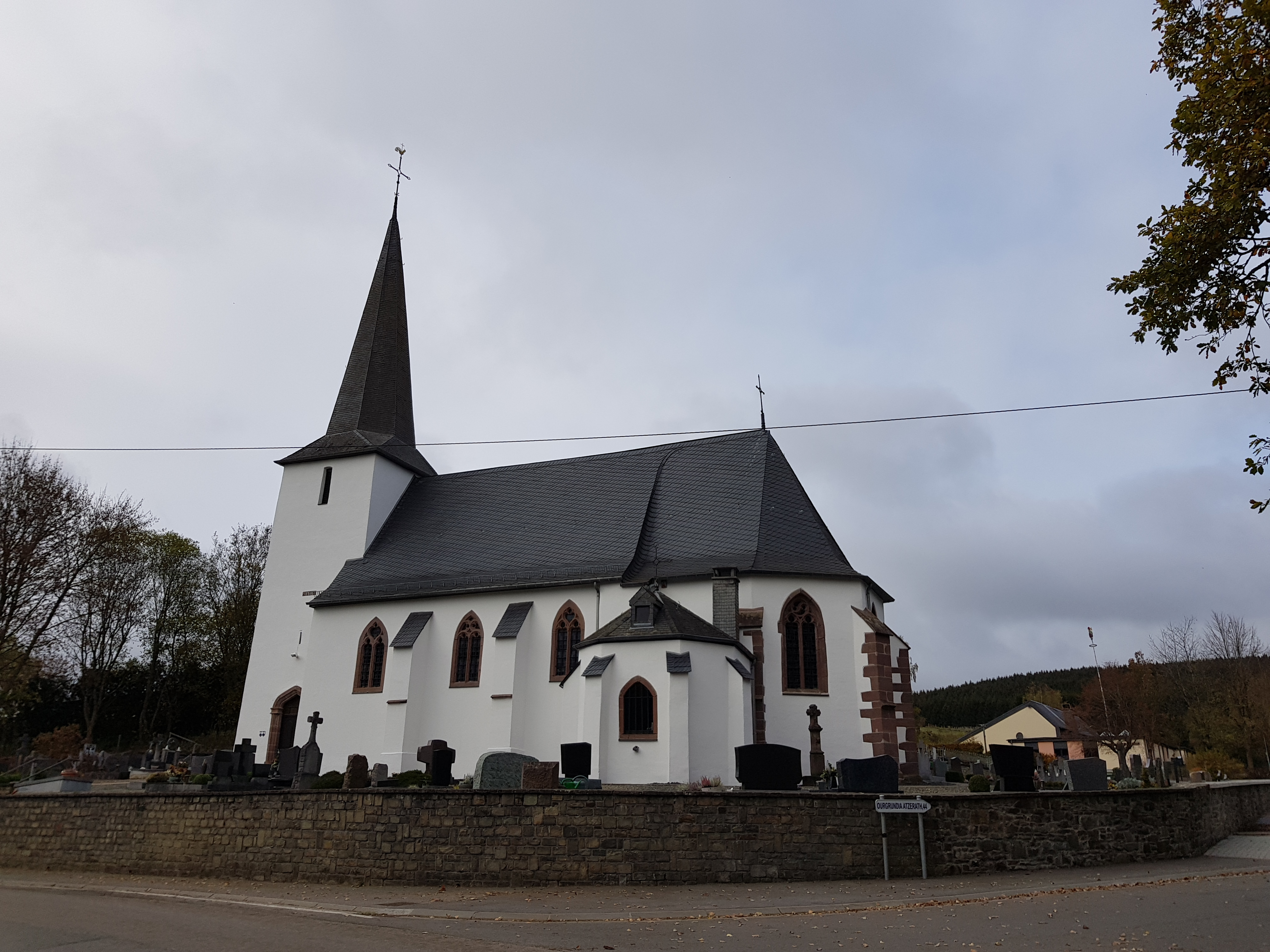
Kirche St. Laurentius

## Geschichte
Vor 1977 wurde Atzerath durch die Gemeinde Lommersweiler verwaltet. Mit der belgischen Gemeindereform ging es in der neuen Großgemeinde Sankt Vith auf.

## Wirtschaft
Der größte Arbeitgeber im Ort, ist der aus einer Sägerei entstandene Holzveredler, Hoffmann AG.